# Lymantria hadina
Lymantria hadina är en fjärilsart som beskrevs av Butler 1881. Lymantria hadina ingår i släktet Lymantria och familjen tofsspinnare. Inga underarter finns listade i Catalogue of Life.